# Chirodectes maculatus
Chirodectes maculatus är en nässeldjursart som först beskrevs av Cornelius, Fenner och Hore 2005.  Chirodectes maculatus ingår i släktet Chirodectes och familjen Chirodropidae. Inga underarter finns listade i Catalogue of Life.